# Национальная ассамблея Венесуэлы
Национа́льная ассамбле́я (исп. Asamblea Nacional) — однопалатный законодательный орган (парламент) Венесуэлы, состоящий из 277 депутатов. Появился в соответствии со 186-й статьёй I части V раздела Конституции 1999 года, заменив предыдущий двухпалатный парламент — Конгресс Республики (исп. Congreso de la República). В настоящее время избран 5-й созыв ассамблеи. Председателем является депутат Луис Эдуардо Парра, избранный 5 января 2020 года.
Парламент Венесуэлы имеет свой телеканал под названием «Телевидение Национальной ассамблеи» (исп. Asamblea Nacional Televisión), вещающий с 12 марта 2005 года в дециметровом диапазоне, в кабельных сетях и через спутник.

## История парламентаризма в Венесуэле
Первым парламентом в Венесуэле и во всей Латинской Америке стал Конгресс Венесуэлы (исп. Congreso de Venezuela, он же Первый национальный конгресс Венесуэлы — исп. Primer Congreso Nacional de Venezuela), созванный 2 марта 1811 года сторонниками независимости испанский колоний в Южной Америке. 5 марта конгрессмены избрали лидера движения за независимость Франсиско де Миранду президентом Венесуэлы. 5 июля того 1811 года участники Конгресса провозгласили независимость генерал-капитанства Венесуэла, что вызвало войну с Испанией. 4 декабря была принята первая Федеральная конституция. В 1813—1816 годах конгресс не собирался.
8 мая 1817 года ряд депутатов Конгресса Венесуэлы собрали в прибрежной деревушке Кариако Конгресс Соединённых Штатов Венесуэлы (исп. Congreso de los Estados Unidos de Venezuela), попытавшись восстановить Федеральную конституцию 1811 года. Конгресс в Кариако не смог стать полноценным органом власти и практически не сыграл никакой роли в истории Венесуэлы.
15 февраля 1819 года Симон Боливар, вставший во главе движения за независимость после пленения Миранды, созвал в Ангостуре «конгресс, представляющий всю нацию», в историю вошедший как «Конгресс в Ангостуре» (исп. Congreso de Angostura) или «Второй конституционной конгресс» (исп. El segundo Congreso Constituyente de la República de Venezuela). В Ангостуре был принят Основной закон, провозглашавший создание Великой Колумбии, объединившей бывшие генерал-капитанство Венесуэла и вице-королевство Новая Гранада, и решено созвать Всеобщий конгресс Колумбии для принятия конституции нового государства.
30 августа 1821 года в городе Вилья-дель-Росарио-дель-Кукута (ныне Колумбия) собрался Первый всеобщий конгресс Великой Колумбии, в историю вошедший как Конгресс в Кукуте (исп. Congreso de Cúcuta). В Кукуте приняли конституцию Великой Колумбии и избрали президентом страны Симона Боливара.
6 мая 1830 года, уже после отставки Боливара с поста президента, бывший главнокомандующий вооружёнными силами Хосе Антонио Паэс, противник Великой Колумбии, собрал в Валенсии своих сторонников, объявивших о создании независимого государства Венесуэла. Так начал свою работу Конституционный конгресс в Валенсии (исп. Congreso Constituyente de Valencia). На нём была принята первая Конституция независимой Венесуэлы, а Паэс избран президентом республики на 4 года.
28 марта 1864 года после победы либералов-федералистов в Федеральной войне в Каракасе собралась Конституционная ассамблея Федерации (исп. La Asamblea Constituyente de la Federación). Депутаты ассамблеи провозгласили создание Соединённых штатов Венесуэлы (исп. Estados Unidos de Venezuela) приняли конституцию, основанную на федеративных принципах. Согласно конституции 1864 года законодательным органом страны стал Конгресс Республики, состоящий из двух палат, Палаты депутатов и Сената. Двухпалатный Конгресс Республики просуществовал до 1999 года.
25 августа 1999 года Национальная конституционная ассамблея приостановила работу Конгресса Республики. 15 декабря того же года прошёл референдум, на котором была принята новая конституция страны. Позднее Конгресс был распущен, вместо него была образована Национальная законодательная комиссия. 30 июля 2000 года состоялись первые выборы в новый однопалатный парламент Венесуэлы.
Конституции 1999 года сохранила существующую федеральную систему, но при этом упразднила Сенат. В 201-й статье текущей Конституции сказано, что «Депутаты являются представителями народа и штатов в целом».

## Функции Национальной ассамблеи

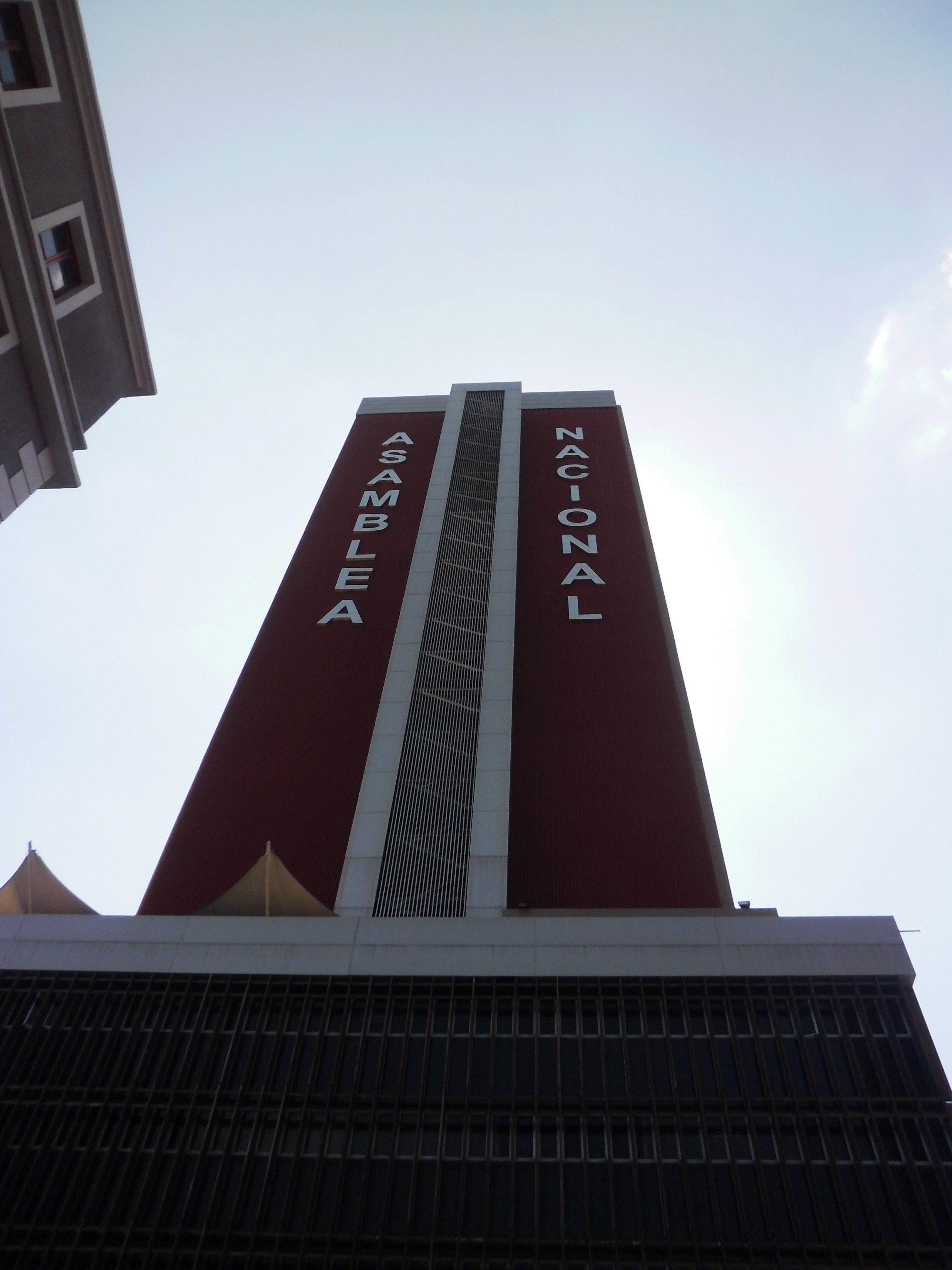
Административный корпус Национальной ассамблеи Венесуэлы имени Хосе Марии Варгаса

187-я статья Конституции к ведому Национальной ассамблеи относит, в частности, следующие вопросы:
- предлагать поправки и реформы Конституции;
- контроль над исполнительной властью;
- объявление амнистии;
- принятие государственного бюджета и законов, касающихся налогообложения и государственного кредита;
- утверждение планов экономического и социального развития страны;
- вынесение вотума недоверия вице-президенту и министрам;
- авторизация операций венесуэльских военных миссий за рубежом;
- разрешение должностным лицам принимать награды от иностранных государств;
- назначение и увольнение членов Верховного суда, омбудсмена, Генерального прокурора, генерального контролёра, директоров Национального избирательного совета и руководителей дипломатических миссий;
- включение граждан, оказавших выдающиеся заслуги Республике, в Национальный Пантеон;
- утверждение международных договоров и соглашений, заключённых исполнительной властью;
- другие вопросы, предусмотренные Конституцией и законом.

Президент имеет право вето. В случае если президент наложил вето на закон принятый Национальной ассамблеей, депутаты имеют право заново рассмотреть законопроект и вновь принять его. В таком случае законопроект станет законом, даже без подписи президента.

## Органы ассамблеи

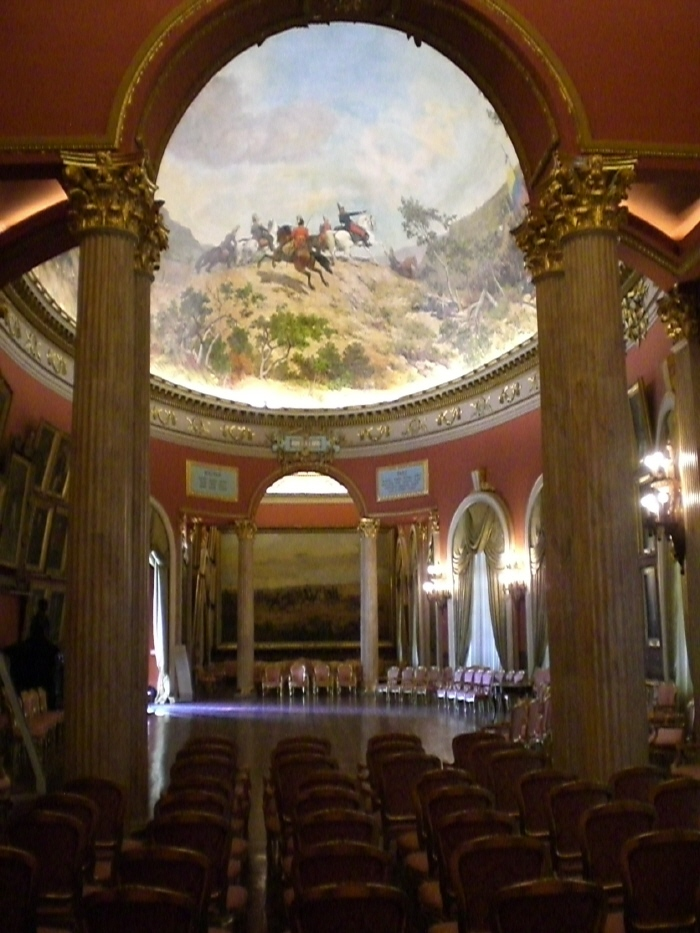
Овальный зал Федерального законодательного дворца (Palacio Federal Legislativo), резиденции Национальной ассамблеи

Деятельностью Национальной ассамблеи руководят Председатель, два его заместителя, секретарь и его заместитель, выбираемые большинством голосов депутатов. Также формируются постоянные, регулярные и специальные комитеты, при которых могут быть созданы подкомитеты. Постоянные комитеты, не более пятнадцати, наделяются определённой компетенцией в той или иной сфере народной деятельности.
Ассамблея проводит две очередные сессии в течение года. Первая начинается 5 января или в первый же последующий день и заканчивается 15 августа. Вторая сессия начинается 15 сентября или первый последующий день и заканчивается 15 декабря.
В большинстве случаев для принятия законов требуется простое большинство присутствующих депутатов, то есть половина плюс один голос из числа депутатов, присутствующих на заседании. Для созыва конституционной ассамблеи и проведения референдумов, принятия поправок к Конституции, а также органических (конституционных) законов, назначения и увольнения членов Верховного суда, омбудсмена, Генерального прокурора, Генерального контролёр и директоров Национального избирательного совета, требуется квалифицированное большинство, то есть эти решения принимаются 2/3 голосов депутатов. Для наделения президента особыми полномочиями и вынесения вотума недоверия вице-президенту и министрам требуются голоса 3/5 депутатов.

### Постоянные комитеты
Постоянные комитеты парламента создаются согласно Регламенту внутренних дел и дебатов Национальной ассамблеи, утверждённому в декабре 2010 года. Комитеты должны иметь нечётное число членов не менее семи и не более двадцати пяти. При формировании комитетов учитываются предпочтения депутатов. Председатели комитетов и их заместители назначаются председателем Национальной ассамблеи. Комитеты располагаются в здании Хосе Марии Варгаса (исп. El Edificio José María Vargas).
- Постоянный комитет по вопросам внутренней политики (исп. Comisión Permanente de Política Interior)
- Постоянный комитет по внешней политике, суверенитете и интеграции (исп. Comisión Permanente de Política Exterior, Soberanía e Integración)
- Постоянный комитет по финансового контроля (исп. Comisión Permanente de Contraloría)
- Постоянный комитет по вопросам финансов и экономического развития (исп. Comisión Permanente de Finanzas y Desarrollo Económico)
- Постоянный комитет по энергетике и нефти (исп. Comisión Permanente de Energía y Petróleo)
- Постоянный комитет по обороне и безопасности (исп. Comisión Permanente de Defensa y Seguridad)
- Постоянный комитет по комплексному социальному развитию (исп. Comisión Permanente de Desarrollo Social Integral)
- Постоянный комитет по вопросам культуры и отдыха (исп. Comisión Permanente de Cultura y Recreación)
- Постоянный комитет по охране окружающей среды, природных ресурсов и изменению климата (исп. Comisión Permanente de Ambiente, Recursos Naturales y Cambio Climático)
- Постоянный комитет по вопросам коренных народов (исп. Comisión Permanente de Pueblos Indígenas)
- Постоянный комитет народной власти и средств массовой информации (исп. Comisión Permanente de Poder Popular y Medios de Comunicación)
- Постоянный комитет по науке, технологиям и инновациям (исп. Comisión Permanente de Ciencia, Tecnología e Innovación)
- Постоянный комитет по делам религий и тюрем (исп. Comisión Permanente de Cultos y Régimen Penitenciario)
- Постоянный комитет по вопросам семьи (исп. Comisión Permanente de la Familia)
- Постоянный комитет по административным и услуг (исп. Comisión Permanente de Administración y Servicios)

### Руководство Ассамблеи
| Годы         | Президент           | Партия      |
| ------------ | ------------------- | ----------- |
| 2001—2002    | Уильям Лара         | MVR         |
| 2003—2004    | Франсиско Амелиач   | MVR         |
| 2005—2006    | Николас Мадуро      | MVR         |
| 2006—2010    | Силия Флорес        | MVR/PSUV    |
| 2011—2012    | Фернандо Сото Рохас | PSUV        |
| 2012—2015    | Диосдадо Кабельо    | PSUV        |
| 2016—2017    | Энри Рамос Аллуп    | AD          |
| 2017—2018    | Хулио Борхес        | PJ          |
| 2018—2019    | Омар Барбоса        | UNT         |
| 2019—2020    | Хуан Гуайдо         | VP          |
| 2020 — н. в. | Луис Эдуардо Парра  | [ 8 ] [ 9 ] |

#### Аппарат (с 2016)
- Первый вице-президент — Энрике Октавио Маркес Перес;
- второй вице-президент — Кальсадилла Пераса Хосе Симон;
- секретарь — Роберто Марреро;
- заместитель секретаря — Хосе Луис Картайя.

#### Аппарат (2012—2015)
- Первый вице-президент — Элвис Аморосо;
- второй вице-президент — Таня Диас;
- секретарь — Фидель Эрнесто Васкес;
- заместитель секретаря — Элвис Перес.

## Депутаты
В соответствии с Конституцией Национальная ассамблея включает 277 депутатов, из которых 274 избираются на пятилетний срок населением на основе всеобщего, равного и прямого избирательного права при свободном, личном и тайном голосовании. Оставшиеся три места зарезервированы для представителей коренного населения, которых выбирают отдельно. В соответствии с поправкой к Конституции № 1 от 15 февраля 2009 года депутаты могут переизбираться без ограничения количества сроков.
Выборы в парламент проходят по смешанной системе, 113 депутатов избирают по мажоритарной системе, для чего образуют 24 избирательных округа, из которых 23 округа многомандатных, в них выбирают от 2 до 12 депутатов, и 1 одномандатный. 51 депутата выбирают по пропорциональной системе, используя закрытые партийные списки; места распределяются в соответствии с методом д’Ондта. Для выборов по спискам образуют 24 многомандатных избирательных округа, соответствующих 23 штатам и федеральному округу, при этом в 21 округе выбирают по 2 депутата, в трёх по три парламентария. Вакансии, возникающие между выборами, заполняются следующими в очереди" кандидатами из того же партийного списка.
Голосовать на выборах парламента имеют право лица достигшие возраста 18 лет, являющиеся венесуэльскими гражданами, а также неграждане, которые жили в Венесуэле более 10 лет перед выборами.
Баллотироваться в парламент имеют право лица не младше 21 года, имеющие венесуэльское гражданство по рождению или натурализации, минимумом 15 лет проживавшие в стране и не менее четырёх лет подряд проживающие в регионе, от которого выдвигаются. Не могут баллотироваться президент Республики, исполнительный вице-президент, министры, секретарь Президиума, директора автономных институтов и государственных предприятий, губернаторы и секретари штатов и федерального округа, а также те кто покинул эти должности менее чем за три месяца до выборов. Кандидат может выдвинуться как самостоятельно по собственной инициативе, так и группой граждан или политической партией. Партии, представляя списки своих кандидатов по мажоритарной и пропорциональной системам, обязаны включать в них представителей обоего пола (доля одного поля не может быть ниже 40 % и выше 60 %), чередуя мужчин и женщин.
Депутаты, избранные в органы власти национальные, штатов или муниципальные, теряют депутатский мандат и, следовательно, иммунитет.
Больше всего депутатов в 2010 году было избрано от штата Сулия — 15, меньше всего в штате Амасонас — 3. Штат Миранда представляют 12 депутатов, Карабобо — 10 парламентариев, Федеральный округ, Арагуа и Лара — по 9 депутатов, Ансоатеги и Боливар — по 8, Тачира — 7 законодателей, Баринас, Фалькон, Гуарико, Мерида, Монагас, Португеса и Сукре — по 6 депутатов, Апуре, Нуэва-Эспарта, Трухильо и Яракуй — по 5 человек, Кохедес, Дельта-Амакуро и Варгас — по 4 законодателя. Федеральные владения Венесуэлы в Национальной ассамблее не представлены.

## Состав Национальной ассамблеи (2016—2021)

Распределение мест в Национальной ассамблее. Синий цвет — депутаты от MUD, красный цвет — депутаты от GPPSB.

Очередные выборы в Национальную ассамблею прошли 6 декабря 2015 года. Победу на них одержал оппозиционный блок «Круглый стол демократического единства», заняв 109 мест из 164 (66,46 %). Это первая победа оппозиции на общенациональных выборах за последние 16 лет. Правящей партии и её союзникам по блоку «Большой патриотический полюс Симона Боливара» пришлось удовольствоваться 55 мандатами (33,54 %). Другие партии набрали все вместе 2,87 % голосов и остались без представительства в парламенте.

### Распределение мест между партиями
По данным газеты El Universal, места в Национальной ассамблее между партиями распределились следующим образом:
«Круглый стол демократического единства» (исп. Mesa de la Unidad Democrática):
- За справедливость (исп. Primero Justicia) — 33;
- Демократическое действие (исп. Acción Democrática) — 25;
- Новое время (исп. Un Nuevo Tiempo) — 18;
- Народная воля (исп. Voluntad Popular) — 14;
- Радикальное дело (исп. La Causa Radical) — 4;
- Прогрессивное движение Венесуэлы (исп. Movimiento Progresista de Venezuela) — 4;
- Чёткий счёт (исп. Cuentas Claras) — 2;
- Последовательное развитие (исп. Avanzada Progresista) — 2;
- Проект Венесуэла (исп. Proyecto Venezuela) — 2;
- Венте Венесуэла (исп. Vente Venezuela) — 1;
- Новые люди (исп. Gente Emergente) — 1;
- Альянс смелых людей (исп. Alianza Bravo Pueblo) — 1;
- Независимые — 2;

«Большой патриотический полюс Симона Боливара» (исп. Gran Polo Patriótico Simón Bolívar):
- Единая социалистическая партия Венесуэлы (исп. Partido Socialista Unido de Venezuela) — 52;
- Коммунистическая партия Венесуэлы (исп. Partido Comunista de Venezuela) — 2;
- Авангард Двухсотлетней республики (исп. Vanguardia Bicentenaria Republicana) — 1;

Депутаты от коренных народов — 3.

## Штаб-квартира Национальной ассамблеи
Национальная ассамблея расположена в городе Каракас в Федеральном законодательном дворце (исп. Palacio Federal Legislativo), также известном как Федеральный Капитолий (исп. Capitolio Federal). Здание было построено в 1872 году во время первого срока президента Антонио Гусмана Бланко. Самым важным считается
Овальный зал, который традиционно используется для торжественных событий. Во Дворце хранится Декларация независимости Венесуэлы и коллекция картин с изображениями героев борьбы за независимость. Купол Дворца изнутри расписан одним из самых выдающихся венесуэльских художников XIX века Мартином Товар-и-Товар, изобразившим битву при Карабобо (24 июня 1821 года), ставшей решающей схваткой в войне за независимость Венесуэлы от Испании. Эллиптические купола Дворца позолочены, а в верхней части находится национальный флаг.
Недалеко от Федерального законодательного дворца в столичном районе Либертадор расположен административный корпус Национальной ассамблеи, известный как Здание Хосе Марии Варгаса (исп. Edificio José María Vargas) или «Птички» (исп. Pajaritos). В нём располагаются офисы депутатов, парламентские комитеты и аппарат ассамблеи.